# Євгеніуш Новорита
Євгеніуш Новорита (пол. Eugeniusz Noworyta; 25 грудня 1935, Краків) — польський дипломат. Надзвичайний і Повноважний Посол в Чилі (1971–1973), в Іспанії (1977–1981) та в Аргентині (1996–2001). Постійний представник Польщі при Організації Об'єднаних Націй у Нью-Йорку (1985–1989).

## Життєпис
Народився 25 грудня 1935 року в місті Краків. Закінчив Головну школу дипломатичної служби, та факультет права та адміністрації Варшавського університету. У 1976 році отримав там ступінь доктора політичних наук.
З 1958 року на дипломатичній службі в Міністерстві закордонних справ Польщі, працював першим секретарем робочого комітету Польської об'єднаної робітничої партії. У 1960-х роках виконував дипломатичну місію на Кубі, потім був послом у Чилі (1971–1973) та Іспанії (1977–1981), а також Постійний представник Польщі при Організації Об'єднаних Націй (1985–1989). У 1987 році був головою Економічної та Соціальної Ради ООН. У 1990-х роках працював радником міністра в Департаменті досліджень і планування МЗС. З 1996 по 2001 рік був послом в Аргентині.
У 2001 році залишив Міністерство закордонних справ. Після цього працював викладачем міжнародних відносин в університетах Варшави, Лодзі та Познані.